# Avenida de la Constitución (Washington D. C.)

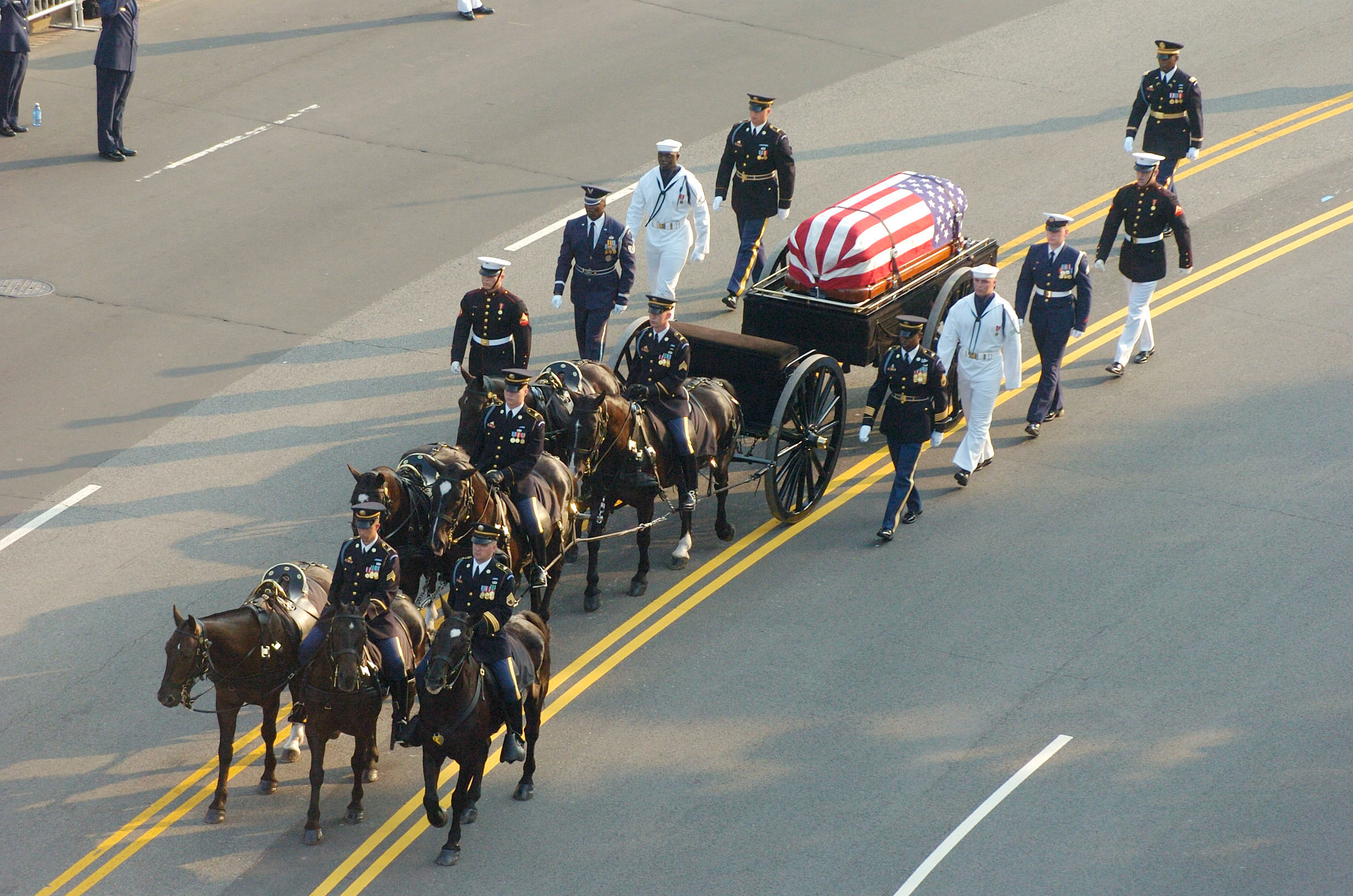
La mayoría de los desfiles fúnebres han pasado por la avenida de la Constitución, como esta del presidente Ronald Reagan.

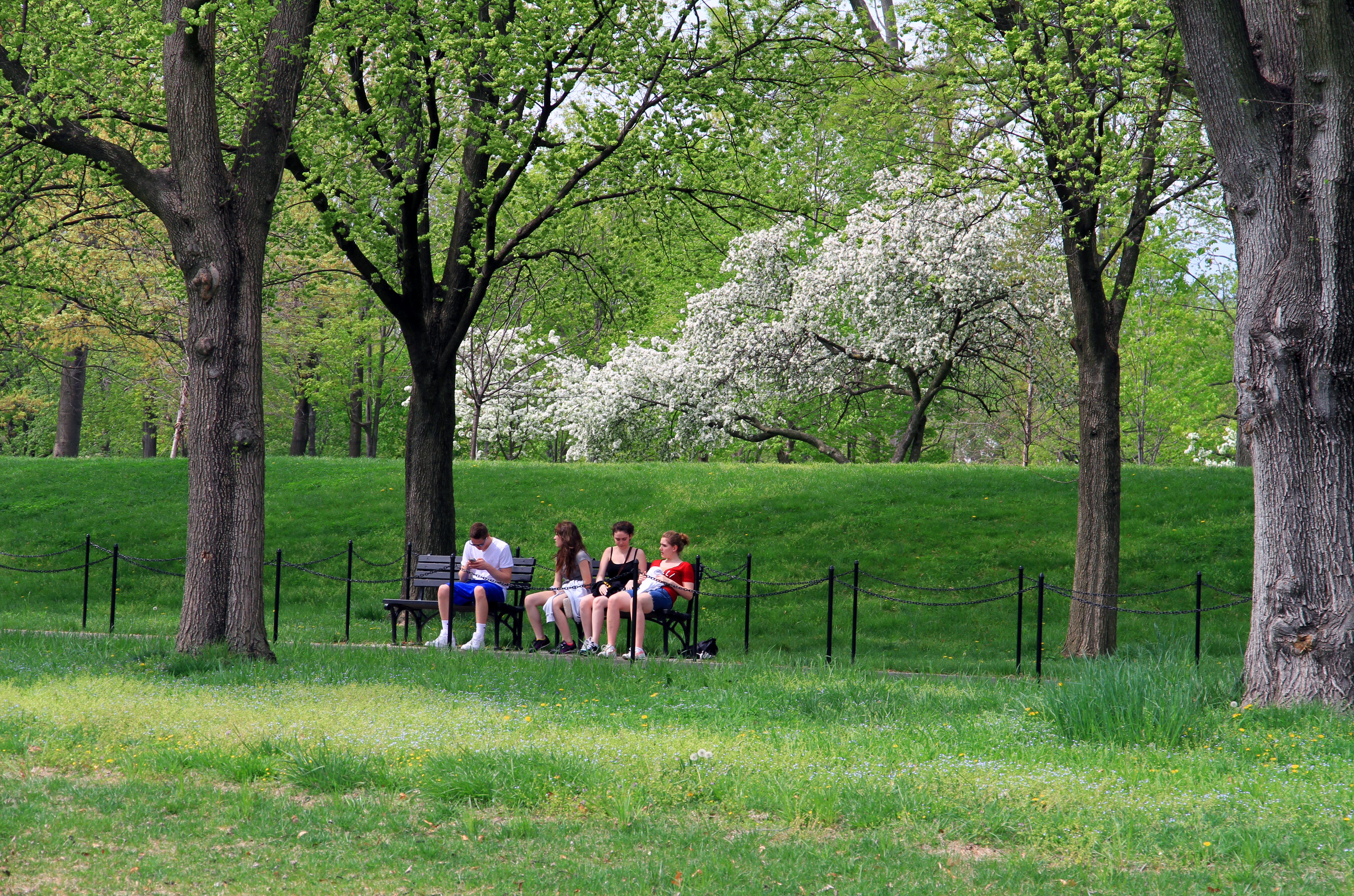
Constitution Gardens

La avenida de la Constitución (en inglés: Constitution Avenue) es una importante calle de Washington D. C., de sentido oeste y este que recorre justo el norte del Capitolio de los Estados Unidos en el cuadrante Noroeste y Noreste. La avenida es muy visitada por turistas, transeúntes y procesiones. En ella se encuentra el edificio de la Reserva Federal.
- Datos: Q2406648
- Multimedia: Constitution Avenue (Washington, D.C.) / Q2406648